# Brixia Tour
O Brixia Tour é uma corrida de ciclismo profissional por etapas que se disputa anualmente na província de Bréscia, na Lombardia (Itália), no mês de julho.
Disputa-se ininterruptamente desde 2001, coincidindo com a última semana do Tour de France. Devido a esta coincidência temporária a participação vê-se muito pouco concorrida, coisa que não tem impedido que a prova conte com ganhadores ilustres como o campeão do mundo Igor Astarloa, com o duas vezes segundo no Tour Cadel Evans ou o clássicomano Davide Rebellin. Desde a criação dos Circuitos Continentais da UCI em 2005 faz parte do UCI Europe Tour, dentro da categoria 2.1.
A prova ao princípio constava de três etapas para ir aumentando progressivamente às cinco, uma delas contrarrelógio. A cidade de Brescia costuma acolher um final de etapa e a prova costuma concluir em Darfo Boario Terme.
O único ciclista que tem sido capaz de se impor em mais de uma ocasião tem sido o italiano Davide Rebellin, com duas vitórias.

## Palmarés
| Ano  | Ganhador           | Segundo               | Terceiro             |
| ---- | ------------------ | --------------------- | -------------------- |
| 2001 | Cadel Evans        | Milan Kadlec          | Raffaele Ferrara     |
| 2002 | Igor Astarloa      | Mirko Celestino       | Gianluca Valoti      |
| 2003 | Martin Derganc     | Francesco Casagrande  | Mirko Celestino      |
| 2004 | Danilo Di Luca     | Paolo Tiralongo       | Massimiliano Gentili |
| 2005 | Emanuele Sella     | Davide Rebellin       | Peio Arreitunandia   |
| 2006 | Davide Rebellin    | Marco Marzano         | Ruslan Pidgornyy     |
| 2007 | Davide Rebellin    | Santo Anza            | Matteo Carrara       |
| 2008 | Santo Anzà         | Francesco Masciarelli | Eddy Ratti           |
| 2009 | Giampaolo Caruso   | Domenico Pozzovivo    | Leonardo Bertagnolli |
| 2010 | Domenico Pozzovivo | Morris Possoni        | Daniel Martin        |
| 2011 | Fortunato Baliani  | Domenico Pozzovivo    | Diego Ulissi         |

## Palmarés por países
| País      | Vitórias |
| --------- | -------- |
| Itália    | 8        |
| Austrália | 1        |
| Espanha   | 1        |
| Eslovênia | 1        |